# Порто-Сант-Эльпидио
По́рто-Сант-Эльпи́дио (итал. Porto Sant'Elpidio) — коммуна в Италии, располагается в регионе Марке, в провинции Фермо.
Население составляет 24755 человек (2008 г.), плотность населения составляет 1 346 чел./км². Занимает площадь 18 км². Почтовый индекс — 63018. Телефонный код — 0734.
Покровителями коммуны почитаются святые Криспин и Криспиниан, празднование 25 октября.

## Демография
Динамика населения:

## Администрация коммуны
- Официальный сайт: http://www.comune.porto-sant-elpidio.ap.it/ Архивная копия от 10 января 2010 на Wayback Machine